# Cañada de los Ingleses

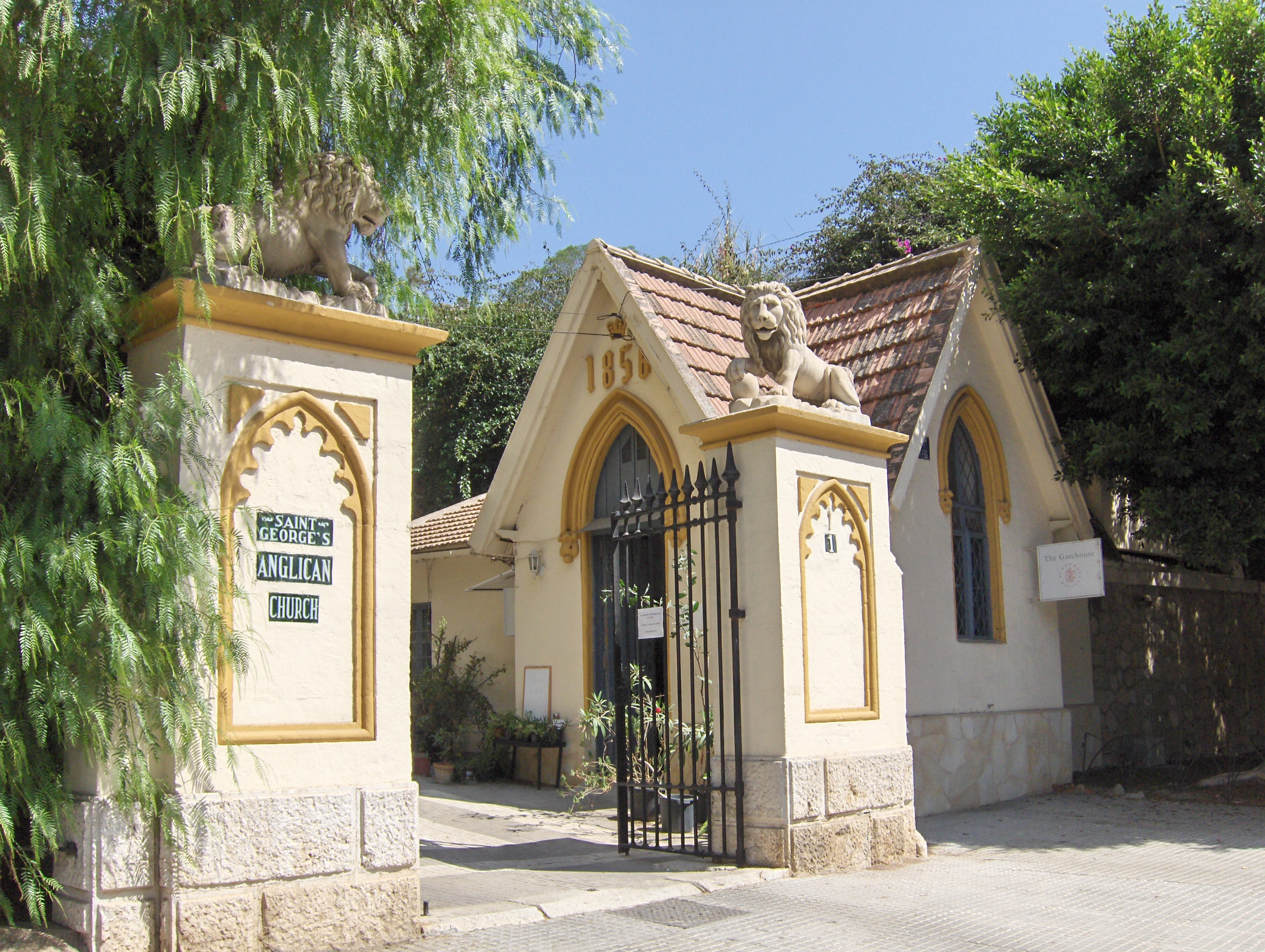
Entrada al cementerio inglés.

La Cañada de los Ingleses es un barrio que pertenece al distrito Centro de la ciudad andaluza de Málaga, España. Está situado en la ladera suroriental del monte Gibralfaro. Según la delimitación oficial del ayuntamiento, limita al este con el barrio de Monte Sancha; al sur con el barrio de La Caleta, del que lo separa la Avenida de Príes; al oeste con Campos Elíseos; y al norte con Gibralfaro.
En este barrio se encuentra el monumental Cementerio Inglés.

## Transporte
En autobús queda conectado mediante las siguientes líneas de la EMT: 
| Línea | Trayecto                                        | Recorrido | Frecuencia    |
| ----- | ----------------------------------------------- | --------- | ------------- |
| 11    | Alameda Principal - El Palo                     | Recorrido | 8 minutos     |
| 32    | Alameda Principal - El Limonar                  | Recorrido | 16-18 minutos |
| 33    | Alameda Principal - Cerrado de Calderón         | Recorrido | 25-35 minutos |
| 34    | Alameda Principal - Pedregalejo (Bda. La Mosca) | Recorrido | 30-35 minutos |
| 35    | Alameda Principal - Gibralfaro                  | Recorrido | 40-50 minutos |
| N1    | Puerta Blanca - El Palo                         | Recorrido | 25 minutos    |